# Helianthemum sennenianum
Helianthemum sennenianum är en solvändeväxtart som beskrevs av René Charles Maire. Helianthemum sennenianum ingår i släktet solvändor, och familjen solvändeväxter. Inga underarter finns listade i Catalogue of Life.